# Галлегос, Карлос
Карлос Галлегос (исп. Carlos Gallegos; род. 1966) — аргентинский поэт. Проживает в Итусайнго.
Свой литературный путь Карлос Гальегос начал в 2002 году с публикации первого сборника стихов «Otras realidades».
Произведения автора были изданы в Чили благодаря издательству Ediciones Periféricas. Это издательство опубликовало такие его книги, как «Animales sueltos y otros males», «Dios me dio la bendición de ser ateo» и «Vivir de la basura».

## Книги
- Otras realidades (2002)
- Hospital psiquiátrico (2010)
- Hospital Público (2012)
- Dios me dio la bendición de ser ateo (2013)
- Animales sueltos y otros males (2014)
- Autorretratos (2015)
- Vida de perros (2018)
- Conurbano Polaroid (2018)
- Barrio, planta alta sin revoques (2019)
- Apagón, un informe de situación
- Vivir de la basura
- Crónicas del desamparo